# トヨタ・アイゴ
アイゴ（AYGO）はトヨタ自動車が欧州で製造・販売するAセグメント乗用車である。2022年に発売された3代目は車名がアイゴX（アイゴクロス、AYGO X）に改称された。

## 概要
欧州における市場拡大を図るトヨタが、Aセグメントに低コストで車種を投入するために、思惑の一致したPSA・プジョーシトロエンと合弁会社であるTPCAを設立し、2001年からフランス政府の要請から新型車を共同開発する運びとなり、開発されたヤリスよりも下のモデルがこのアイゴである。

## 初代 AB10系（2005年 - 2014年）
2005年2月28日よりチェコのトヨタ・モーター・マニュファクチャリング・チェコで生産が開始され、同年3月のジュネーブモーターショーで披露された。
エクステリアデザインは各社ごと独自となっており、差別化はされているが、インテリアは3車種共通であり、トヨタが開発の主導を握った。
部品数の削減とブランドを超えた設計の共通化による徹底したコストダウンが図られており、特徴的な点として下記のようなものがある、
- リアサイドウィンドウが5ドアでも通常の上下巻き上げタイプではなく、フリップアウトタイプになっている
- バックドア全体がガラスハッチになっている
- ドアの室内側は一部の鉄板をむき出しに（セミトリム化）し、ドア形状の違う姉妹車（プジョー・107、シトロエン・C1）と内装トリムを共通化している、
- 室内灯（ドームランプ）のカーテシースイッチが運転席のみで、助手席とリアドアにはない
- フロントパワーウィンドウ（PW）スイッチは、左右各ドアそれぞれ1つのみで運転席にも助手席用PWスイッチがない
- 天井アシストグリップがない
- リアシートを前方に収納する際のロック解除が金属製のレバーや布製ストラップではなく、ゴム紐である
- リアトノカバーをハッチゲートから釣る紐が左側1本だけである

など。
これらは軽量化にも多大な貢献をしており、アイゴと姉妹車の車両重量は最も軽いものが840 kgと、全車種が900 kgを大きく切っており、同クラスのスズキ・アルト/日産・ピクソ、フィアット・パンダなどと比べるとそれぞれ50 - 150 kg程度軽く、廉価なだけではでなく、燃費や動力性能の向上にも一役買っている。
2009年1月30日には最初のマイナーチェンジが行われ、フロントバンパーとテールランプの形状が変更された。
2012年春に2度目のマイナーチェンジが行なわれ、フロントバンパーの形状が変更され、ディーゼル車が廃止された。

### 年表
- 2001年 - 開発を開始。
- 2005年2月28日 - 生産を開始
- 2009年1月30日 - 最初のマイナーチェンジ
- 2012年春 - 2度目のマイナーチェンジ

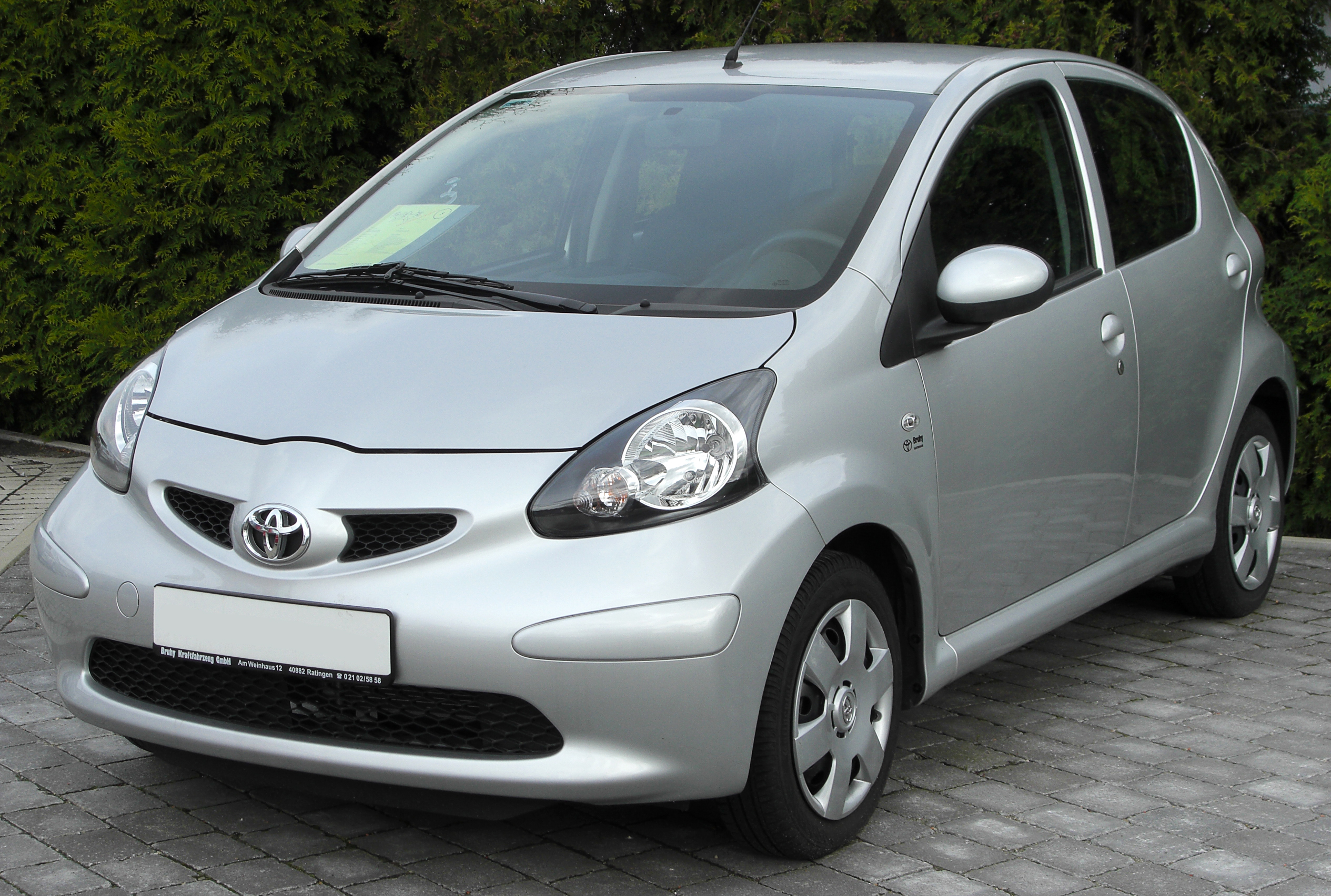
前期型4ドア フロント（2005年2月 - 2008年12月）
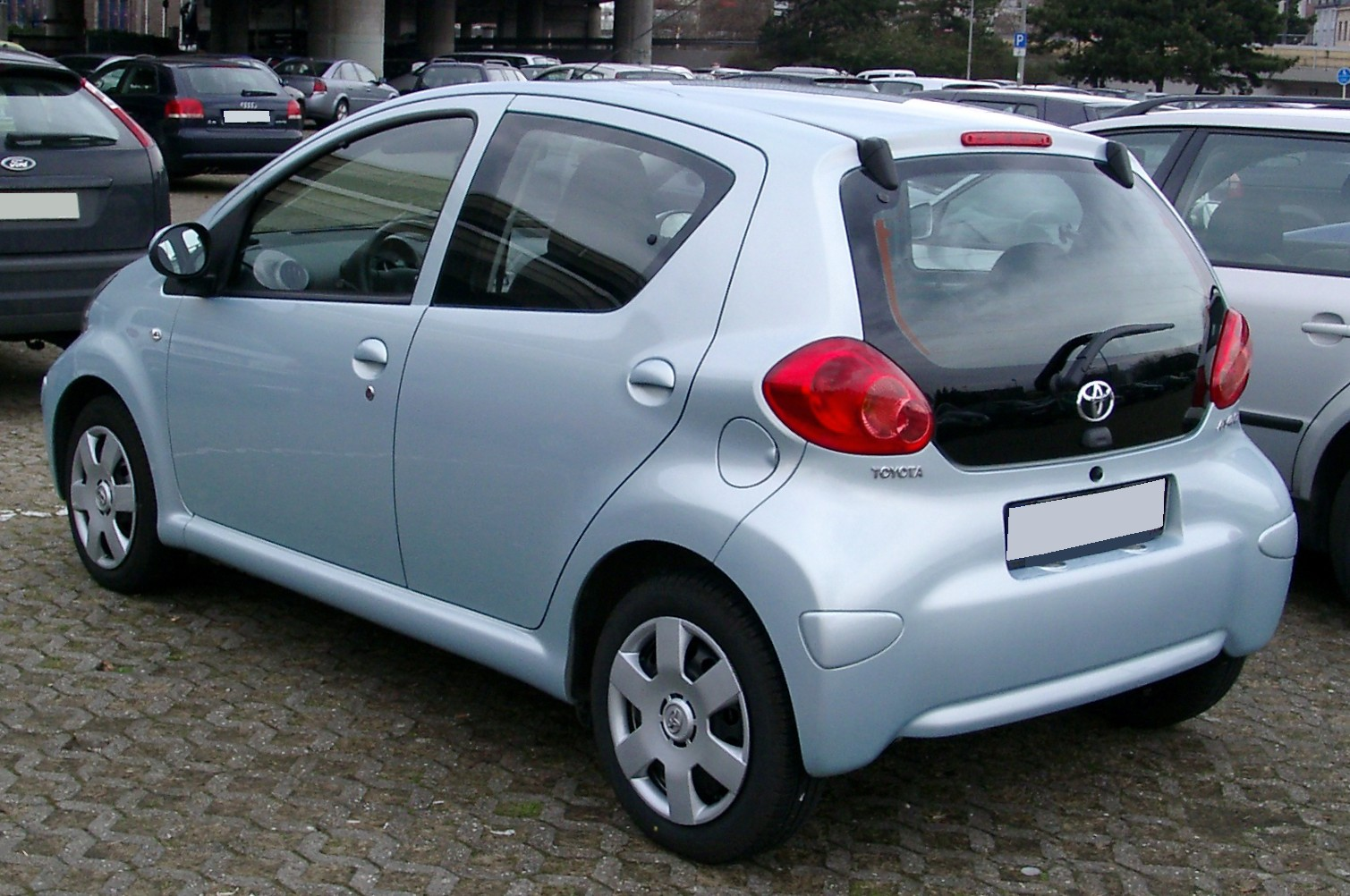
前期型4ドア リア（2005年2月 - 2008年12月）
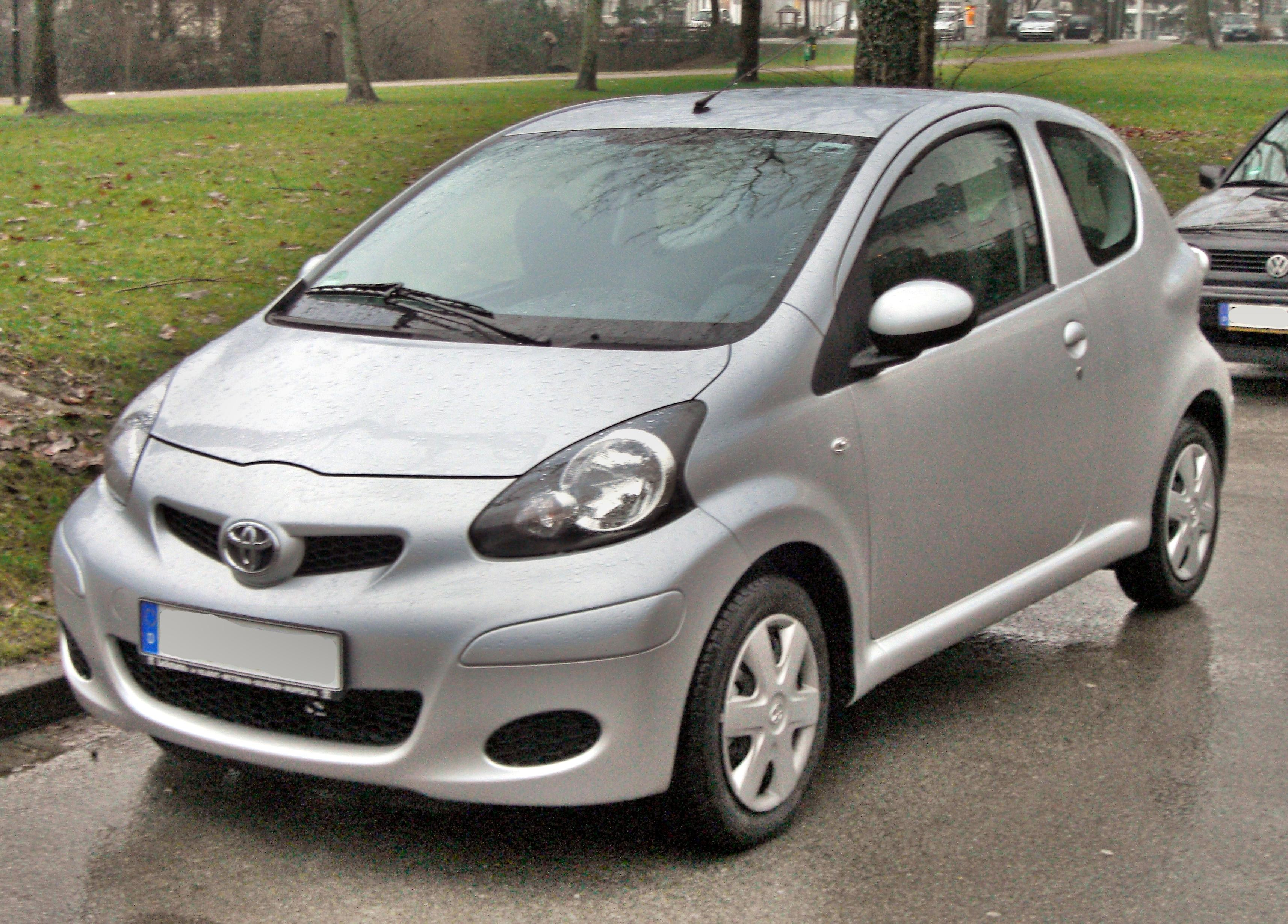
中期型2ドア フロント（2009年1月 - 2012年3月）
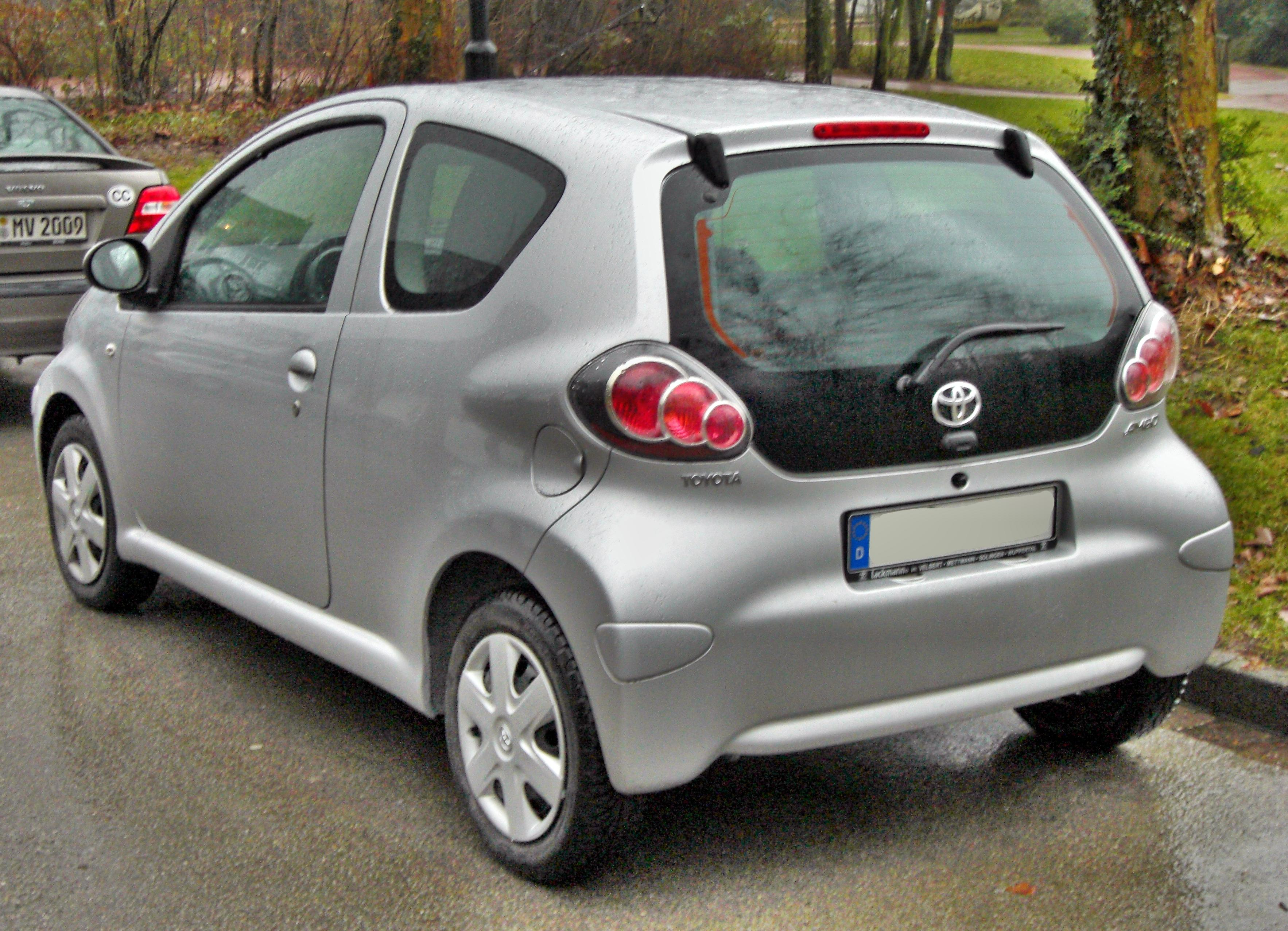
中期型2ドア リア（2009年1月 - 2012年3月）

## 2代目 AB40型（2014年 - 2022年）
2014年3月のジュネーブショーにて 'go fun yourself' のスローガンと共に発表。外装は日本の若者文化に起因しておりチーフデザイナーのナカムラ・ノブオによると鉄腕アトムと箱に入った卵から発想を得たとしており、若者受けを狙ったものだとされている。初代に引き続きプジョー・シトロエンと3兄弟で生産はチェコで行われる。
3/5ドアボディは、先代と同じくリアがガラスハッチになっている。エンジンはこれも先代譲りの直列3気筒1L・1KR-FE型で、改良により1PSアップの69PSを発揮する。
2018年、マイナーチェンジ。エンジン出力は72psにアップした。純正カーナビは、Android Autoに対応する。

### 年表
- 2014年3月 - ジュネーブショー14で2代目モデルが披露される。
- 2014年4月 - 販売開始。
- 2018年4月 - マイナーチェンジ。
- 2019年2月 - 3月5日に開催されるジュネーブモーターショー2019にて「X-style」と「X-cite」を初公開すると発表[5][6]。
- 2021年 - スペインで特別仕様車「x-sport」を設定。ボディカラー「x-ホワイトクラシック」と「x-グラファイトグレー」を追加[7]。

## 3代目 AB70型（2022年 - ）
2021年3月17日、コンセプトカー「アイゴX プロローグ」を世界初公開。
2021年11月5日、新型「アイゴX」を発表。
2022年1月24日、スペインで予約販売を開始。
2022年4月14日、ボディカラー「ジンジャー」を設定した。欧州で発売される。
2022年11月2日、イギリスでキャンバストップを装備するエア エディションを追加。オンライン限定で販売される。

2023年3月2日、東京の原宿発祥のアパレルブランド「UNDERCOVER」とコラボし、特別仕様車「UNDERCOVER」を世界初公開。ボディカラーは「セレスティングレー」と「アトラスグレー」のツートンカラーが採用された。販売台数は5000台限定。

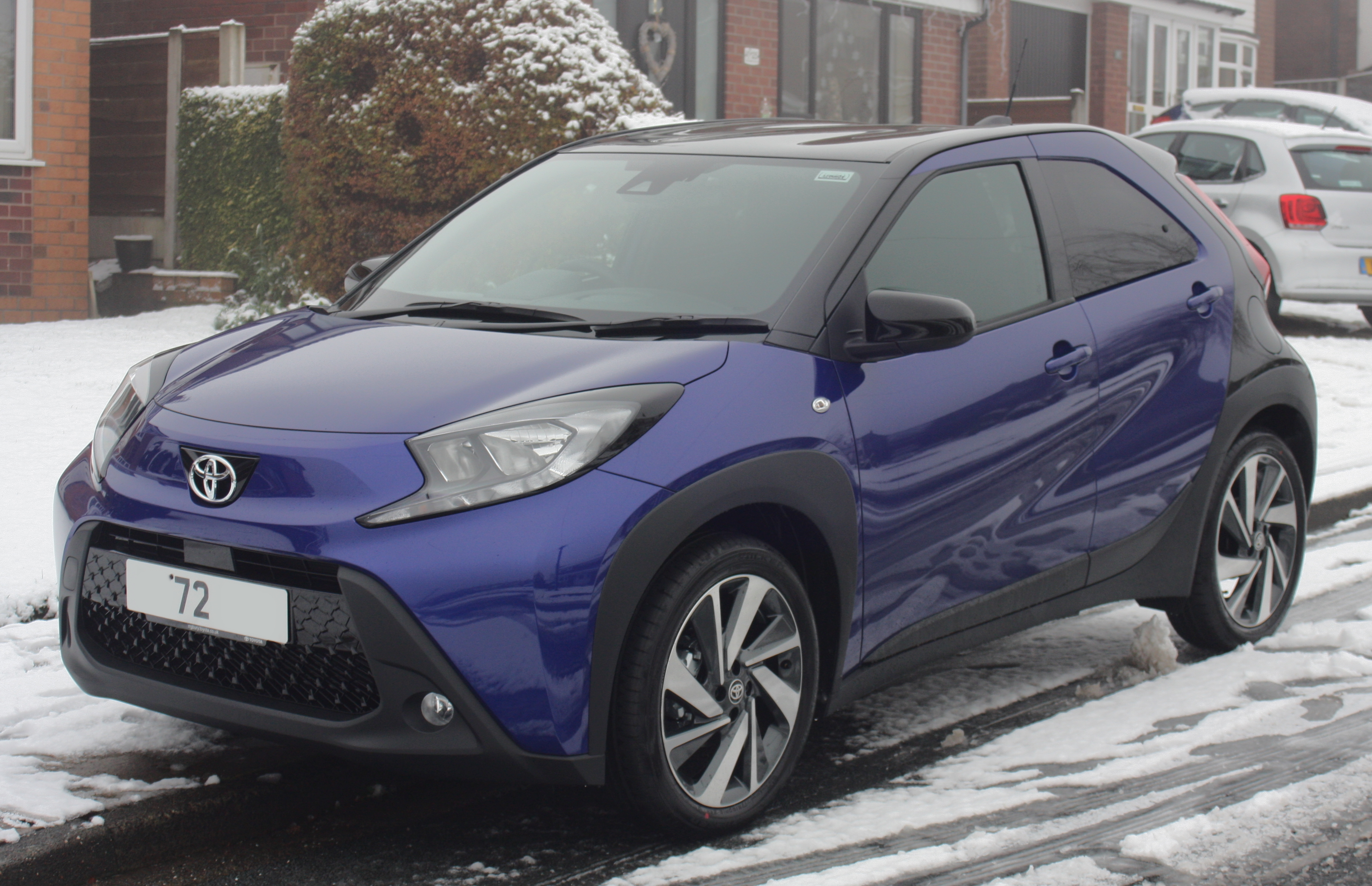
Edge 1.0 VVT-i（フロント）
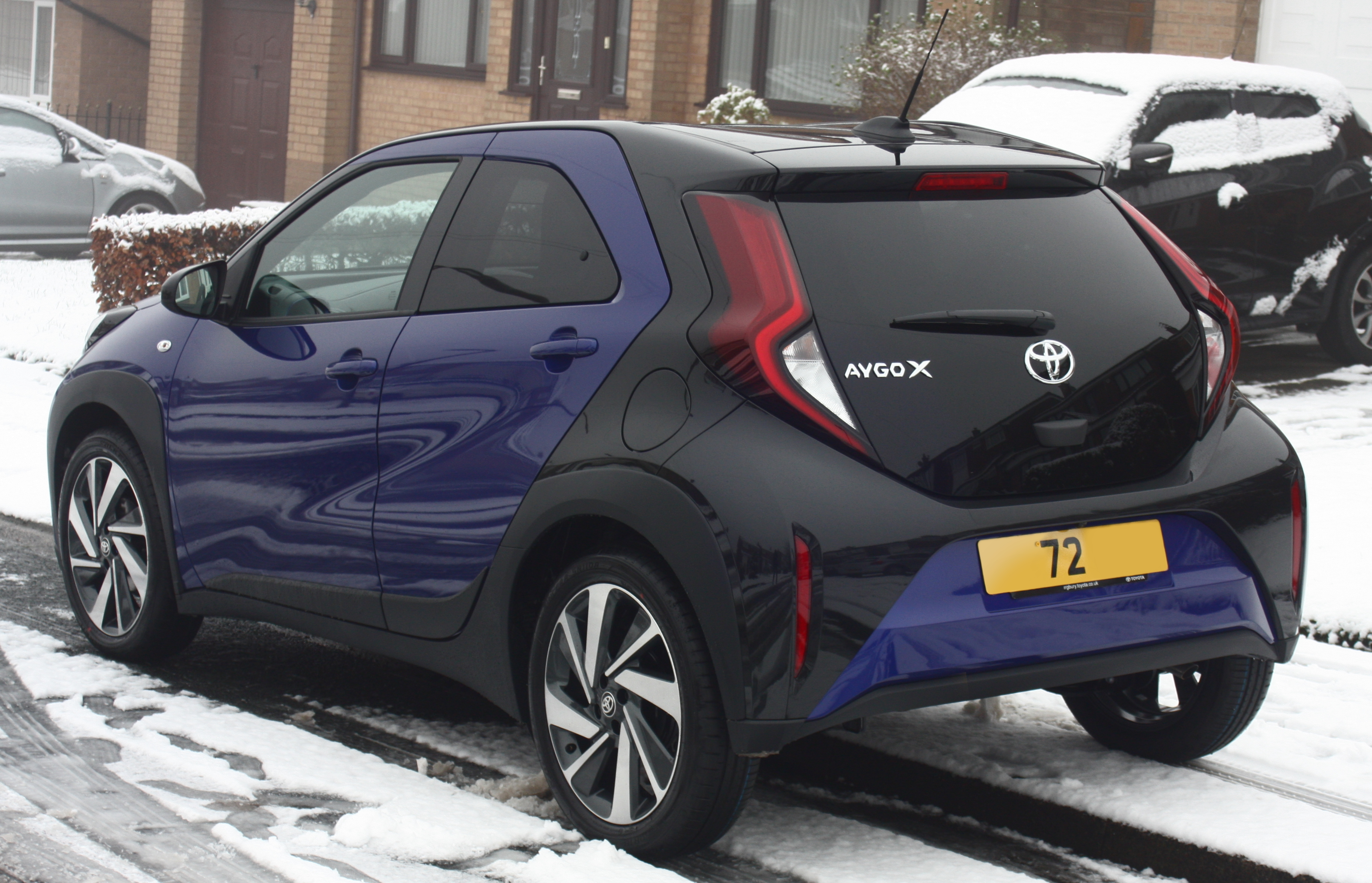
Edge 1.0 VVT-i（リア）
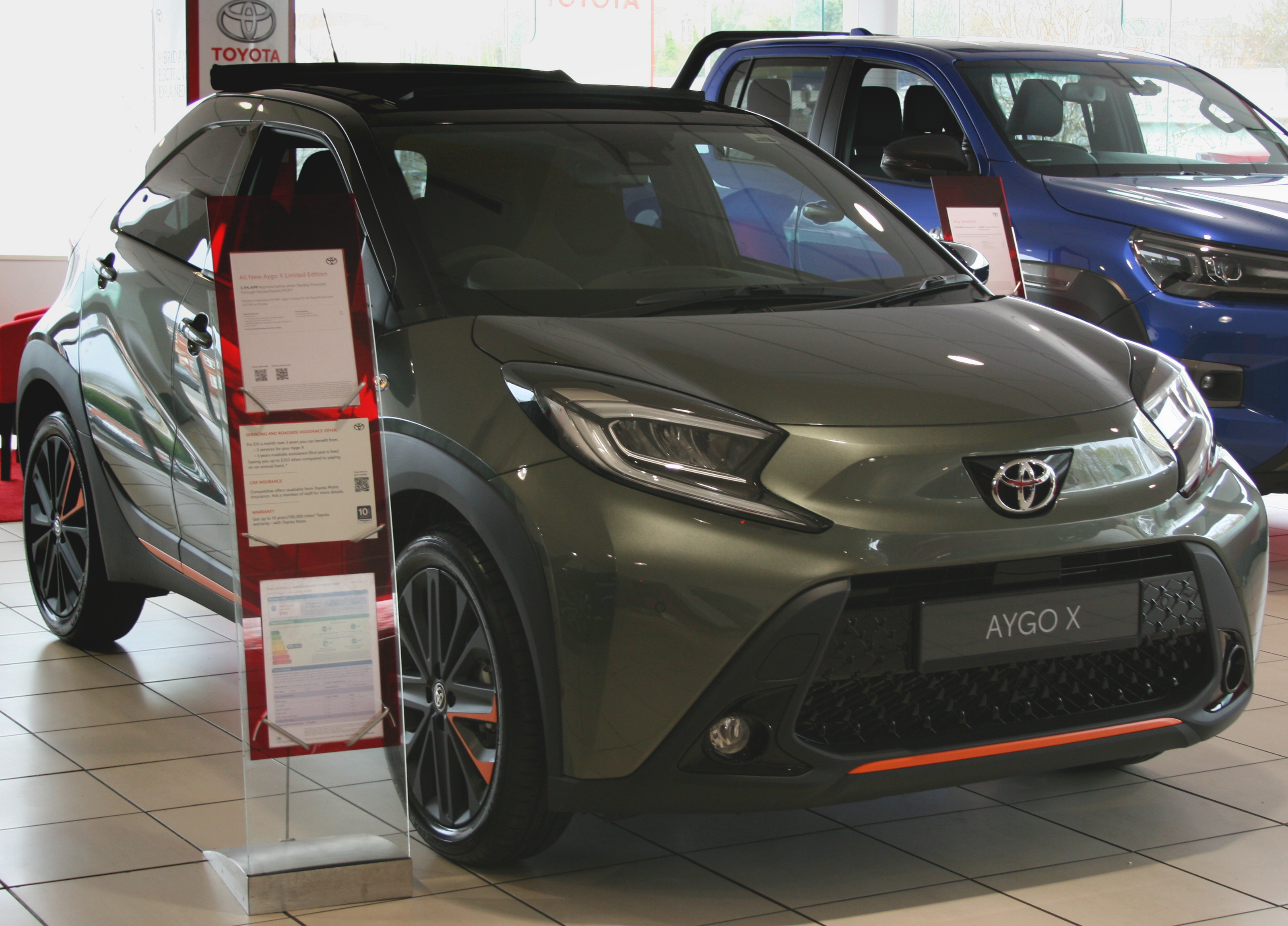
リミテッドエディション 1.0（フロント）
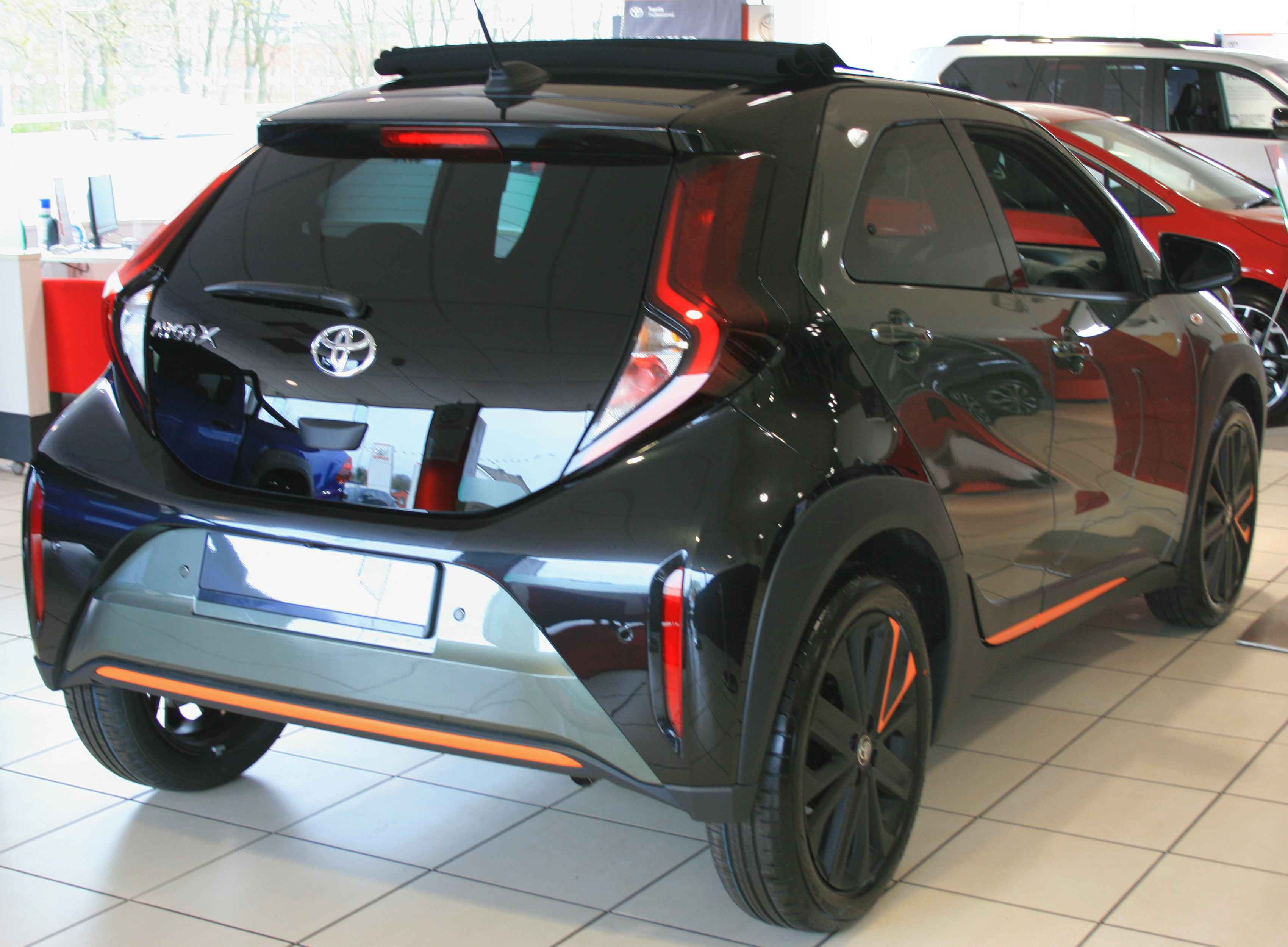
リミテッドエディション 1.0（リア）
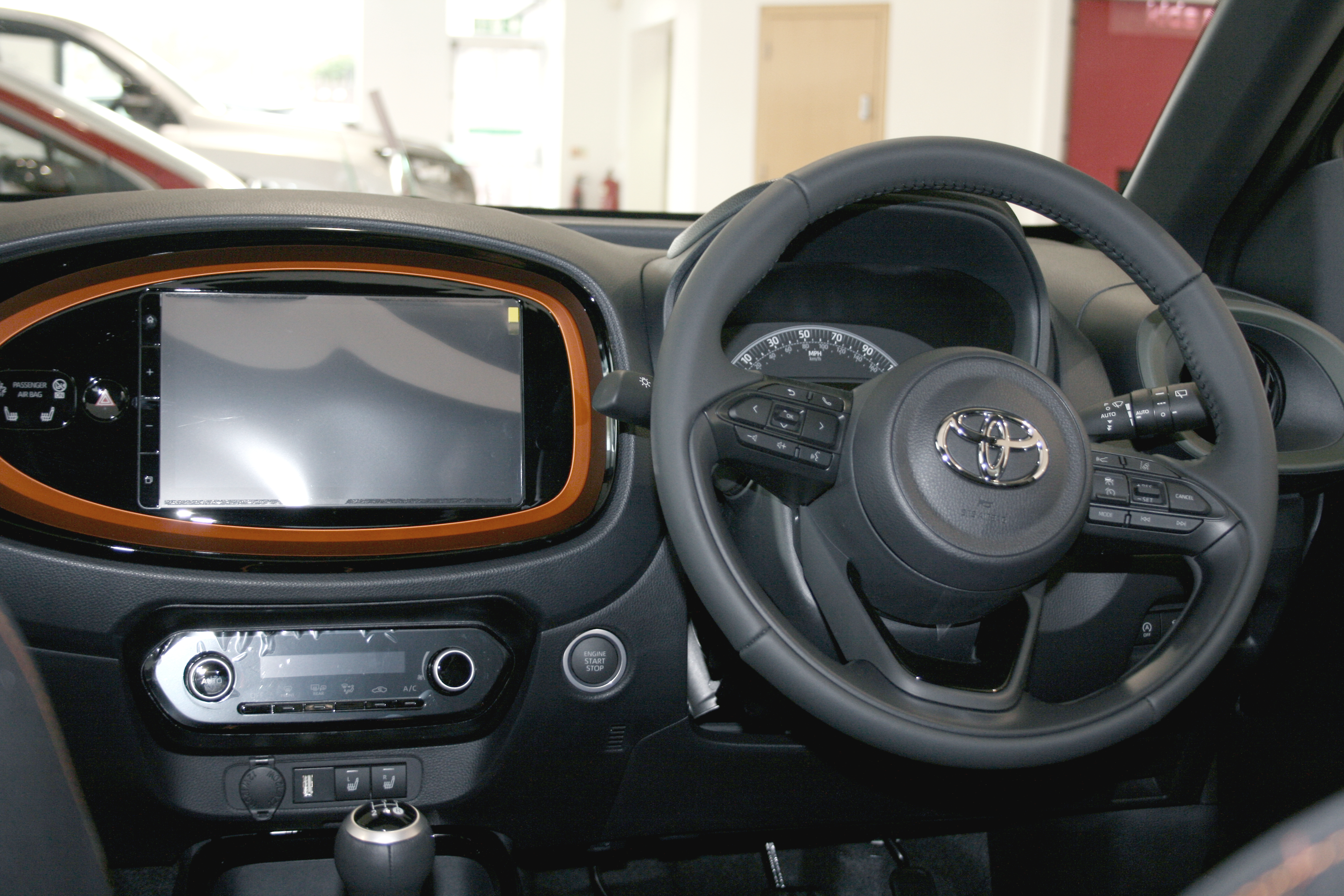
リミテッドエディション 1.0（インテリア）

## 車名の由来
英語の「I go」に由来する。